# Peyrieu
Peyrieu est une commune française située dans le département de l'Ain, en région Auvergne-Rhône-Alpes.

## Géographie
Commune située à 11 km au sud de Belley. Elle se situe sur la rive droite du Rhône dans la zone d'appellation AOC des vins du Bugey.

### Hameaux et lieux-dits
Le village compte plusieurs hameaux : Nanthuy, Chêne, Chantemerle, Bovinel et Fay, hameau célèbre pour sa pierre calcaire (le Choin de Fay), utilisée depuis les Romains pour la construction de bâtiments à Lyon et Vienne.

### Climat
Pour des articles plus généraux, voir Climat d'Auvergne-Rhône-Alpes et Climat de l'Ain.
En 2010, le climat de la commune est de type climat océanique altéré, selon une étude du CNRS s'appuyant sur une série de données couvrant la période 1971-2000. En 2020, Météo-France publie une typologie des climats de la France métropolitaine dans laquelle la commune est exposée à un climat de montagne ou de marges de montagne et est dans la région climatique Alpes du nord, caractérisée par une pluviométrie annuelle de 1 200 à 1 500 mm, irrégulièrement répartie en été.
Pour la période 1971-2000, la température annuelle moyenne est de 12 °C, avec une amplitude thermique annuelle de 18,2 °C. Le cumul annuel moyen de précipitations est de 1 236 mm, avec 9,3 jours de précipitations en janvier et 7,8 jours en juillet. Pour la période 1991-2020, la température moyenne annuelle observée sur la station météorologique de Météo-France la plus proche, « Belley Man », sur la commune de Belley à 9 km à vol d'oiseau, est de 12,1 °C et le cumul annuel moyen de précipitations est de 1 099,8 mm,. Pour l'avenir, les paramètres climatiques de la commune estimés pour 2050 selon différents scénarios d'émission de gaz à effet de serre sont consultables sur un site dédié publié par Météo-France en novembre 2022.

## Urbanisme

### Typologie
Au 1er janvier 2024, Peyrieu est catégorisée commune rurale à habitat dispersé, selon la nouvelle grille communale de densité à 7 niveaux définie par l'Insee en 2022.
Elle est située hors unité urbaine. Par ailleurs la commune fait partie de l'aire d'attraction de Belley, dont elle est une commune de la couronne,. Cette aire, qui regroupe 31 communes, est catégorisée dans les aires de moins de 50 000 habitants,.

### Occupation des sols
L'occupation des sols de la commune, telle qu'elle ressort de la base de données européenne d’occupation biophysique des sols Corine Land Cover (CLC), est marquée par l'importance des territoires agricoles (51 % en 2018), en diminution par rapport à 1990 (53,3 %). La répartition détaillée en 2018 est la suivante : 
forêts (36,1 %), terres arables (28,4 %), zones agricoles hétérogènes (22,6 %), eaux continentales (5,9 %), zones urbanisées (5,3 %), espaces verts artificialisés, non agricoles (1,7 %).
L'évolution de l’occupation des sols de la commune et de ses infrastructures peut être observée sur les différentes représentations cartographiques du territoire : la carte de Cassini (XVIIIe siècle), la carte d'état-major (1820-1866) et les cartes ou photos aériennes de l'IGN pour la période actuelle (1950 à aujourd'hui).

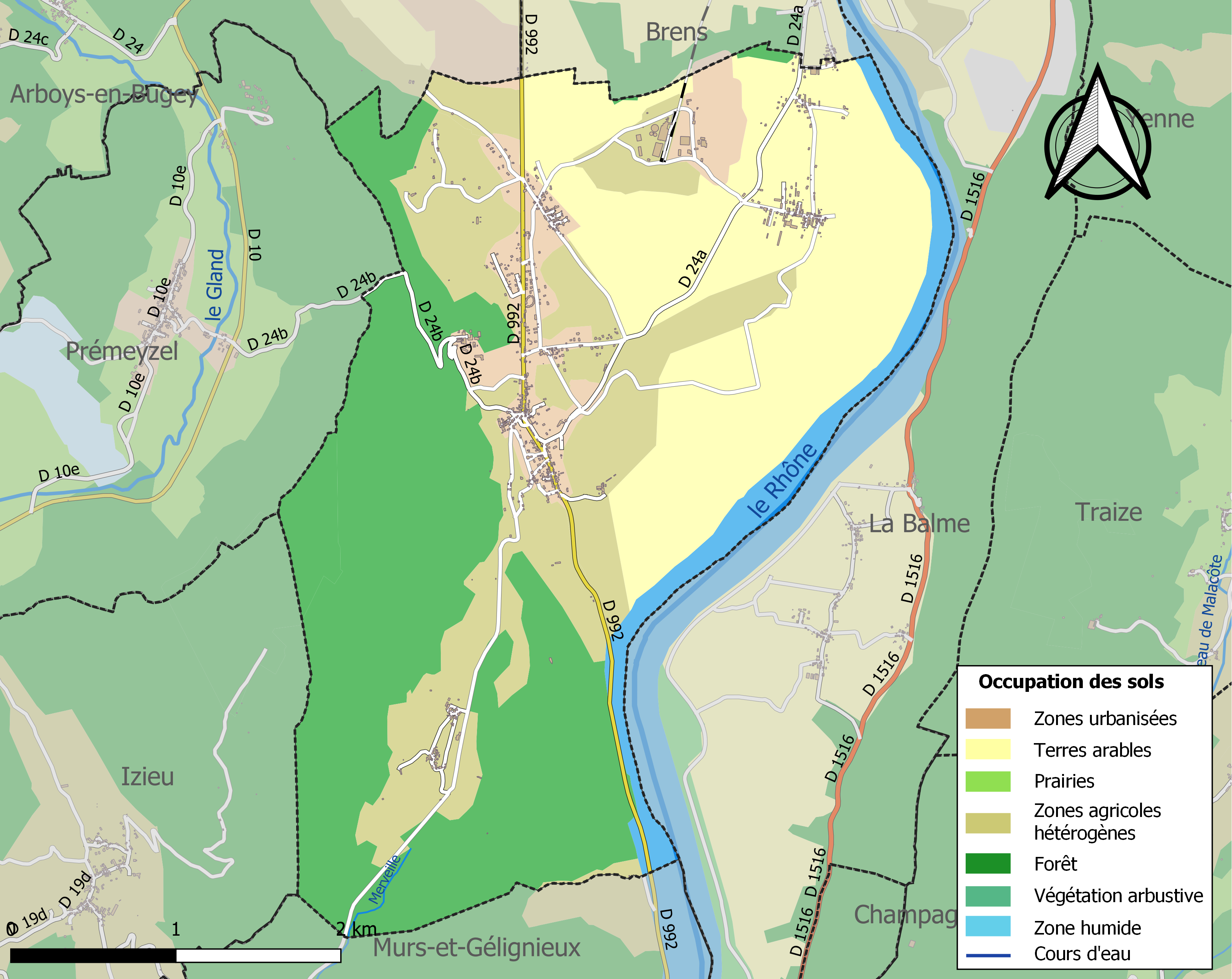
Carte des infrastructures et de l'occupation des sols de la commune en 2018 (CLC).

## Histoire
La carrière gallo-romaine du hameau de Fay, exploitée pendant des siècles :
La borne milliaire de Solaize, au sud de Lyon, est une colonne taillée dans du choin de Fay, variété de calcaire dur extraite en amont du Rhône, dans la carrière du hameau de Fay, commune de Peyrieu dans l'Ain. Elle porte une inscription nommant l'empereur Claude : Ti(berius) Claudius Drusi f(ilius) / Caesar August(us) / Germanicus, avec les abréviations donnant sa titulature complète : pont(ifex) max(imus) tr(ibunicia) pot(estate) III / imp(erator) III co(n)s(ul) III p(ater) p(atriae) / VII, qui correspond à l'année 43, date la plus ancienne connue indiquant le début d'exploitation romaine de cette carrière. Cette borne constitue aussi un élément de datation archéologique pour l'édification des monuments de Lugdunum comme le théâtre antique de Fourvière, avec l'emploi du choin de Fay.
Peyrieu est le premier village à avoir inauguré un monument aux morts grâce à la famille Hoff.
La ville a bénéficié d'une gare sur la ligne de Pressins à Virieu-le-Grand de 1880 à 1939 pour le trafic voyageurs et 1981 pour le trafic marchandises. La limite actuelle de déclassement de la ligne se trouve juste à l'entrée nord de la ville,.
Le film Le Dernier pour la route y a été tourné en 2008.

## Politique et administration

### Découpage territorial
La commune de Peyrieu est membre de la communauté de communes Bugey Sud, un établissement public de coopération intercommunale (EPCI) à fiscalité propre créé le 1er janvier 2014 dont le siège est à Belley. Ce dernier est par ailleurs membre d'autres groupements intercommunaux.
Sur le plan administratif, elle est rattachée à l'arrondissement de Belley, au département de l'Ain et à la région Auvergne-Rhône-Alpes. Sur le plan électoral, elle dépend du canton de Belley pour l'élection des conseillers départementaux, depuis le redécoupage cantonal de 2014 entré en vigueur en 2015, et de la troisième circonscription de l'Ain  pour les élections législatives, depuis le dernier découpage électoral de 2010.

### Administration municipale
| Période                                  | Période   | Identité        | Étiquette | Qualité                      |
| ---------------------------------------- | --------- | --------------- | --------- | ---------------------------- |
| juin 1995                                | mars 2014 | Pierre Blachère | SE        | Comptable                    |
| mars 2014                                | juin 2020 | Jean Girel      | SE        | Fonctionnaire de catégorie B |
| juin 2020                                | En cours  | Maurice Bettant | SE        | Professeur                   |
| Les données manquantes sont à compléter. |           |                 |           |                              |

## Démographie
L'évolution du nombre d'habitants est connue à travers les recensements de la population effectués dans la commune depuis 1793. Pour les communes de moins de 10 000 habitants, une enquête de recensement portant sur toute la population est réalisée tous les cinq ans, les populations de référence des années intermédiaires étant quant à elles estimées par interpolation ou extrapolation. Pour la commune, le premier recensement exhaustif entrant dans le cadre du nouveau dispositif a été réalisé en 2006.
En 2022, la commune comptait 918 habitants, en évolution de +6,5 % par rapport à 2016 (Ain : +5,15 %, France hors Mayotte : +2,11 %).
| 1793 | 1800 | 1806 | 1821 | 1831 | 1836 | 1841 | 1846  | 1851  |
| ---- | ---- | ---- | ---- | ---- | ---- | ---- | ----- | ----- |
| 745  | 722  | 717  | 852  | 921  | 910  | 909  | 1 002 | 1 010 |

| 1856 | 1861 | 1866 | 1872 | 1876 | 1881 | 1886 | 1891 | 1896 |
| ---- | ---- | ---- | ---- | ---- | ---- | ---- | ---- | ---- |
| 997  | 912  | 918  | 920  | 934  | 957  | 996  | 933  | 902  |

| 1901 | 1906 | 1911 | 1921 | 1926 | 1931 | 1936 | 1946 | 1954 |
| ---- | ---- | ---- | ---- | ---- | ---- | ---- | ---- | ---- |
| 903  | 812  | 774  | 676  | 601  | 612  | 616  | 541  | 652  |

| 1962 | 1968 | 1975 | 1982 | 1990 | 1999 | 2006 | 2011 | 2016 |
| ---- | ---- | ---- | ---- | ---- | ---- | ---- | ---- | ---- |
| 570  | 574  | 541  | 558  | 560  | 646  | 779  | 834  | 862  |

| 2021 | 2022 | - | - | - | - | - | - | - |
| ---- | ---- | - | - | - | - | - | - | - |
| 908  | 918  | - | - | - | - | - | - | - |

## Culture et patrimoine

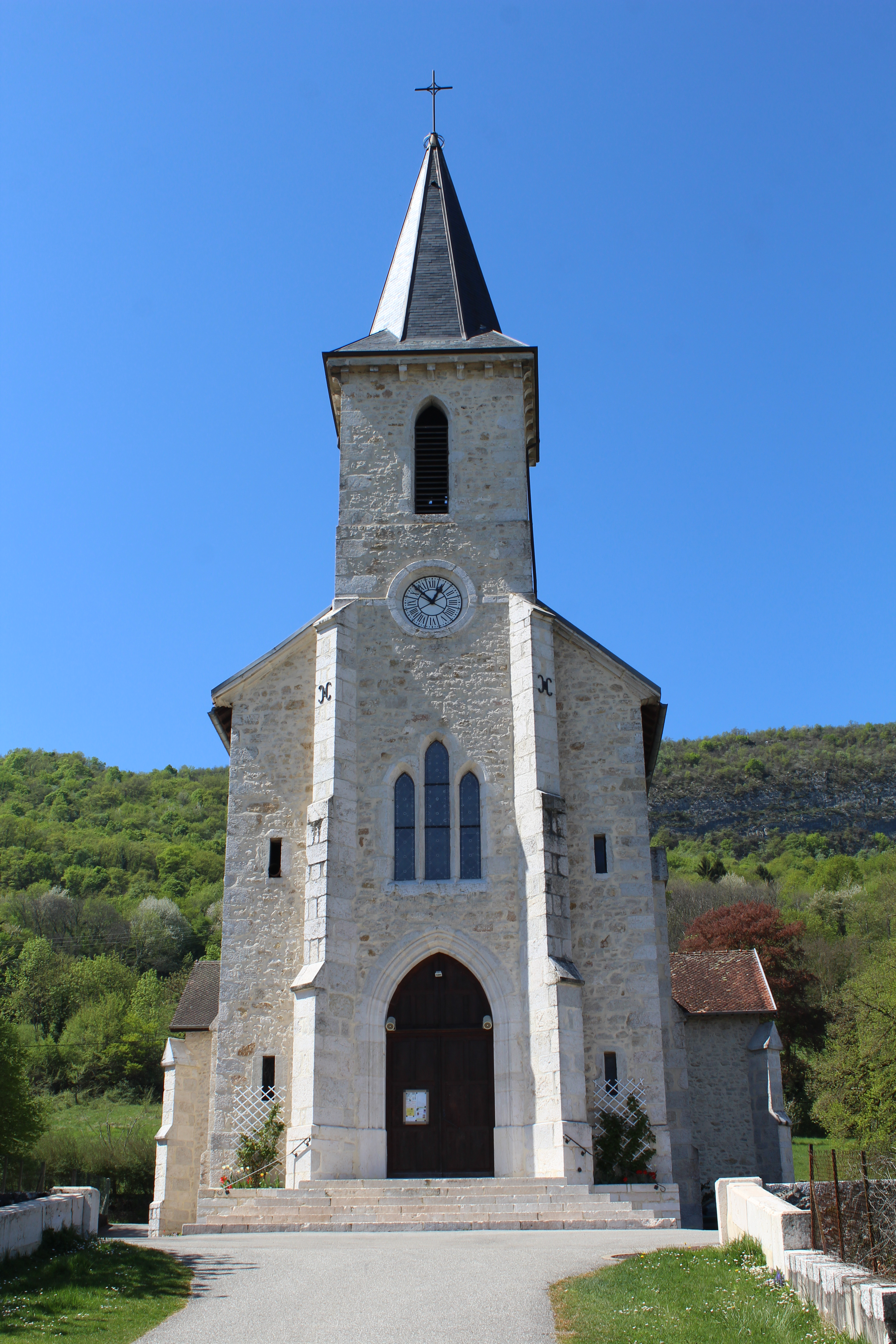
Église Saint-Martin.

### Lieux et monuments
- Une borne gallo-romaine a été trouvée sur le territoire de la commune, non loin du Rhône d'où étaient embarquées les pierres issues de la carrière du Fay[23].
- Pont de La Balme, pont routier franchissant le Rhône et reliant La Balme (Savoie).
- Château féodal du XIVe ou XVe siècle restauré et modernisé au XXe siècle[24], qui a servi comme hôpital pendant la Première Guerre mondiale et appartenait à la philanthrope Grace Whitney-Hoff.
- La commune possède le premier monument aux morts érigé après la Première Guerre mondiale[25], offert par la philanthrope Grace Whitney-Hoff.
- Église Saint-Martin.

### Sites naturels protégés
La commune compte quelques zones protégées :
- adret du Grand Thur ;
- marais des Planches ;
- mont Gela ;
- pelouse sèche de Saint Bois ;
- marais de Fay ;
- marais du château de Tavollet ;
- prairies du champ du Planet et des grandes raies ;
- marais d'Archine ;
- île des Brotteaux.

### Personnalités liées à la commune
- Général Claude d'Allemagne, alias Dallemagne, né à Peyrieu en 1754.
- Grace Whitney-Hoff philanthrope américaine qui après la Première Guerre mondiale a fondé à Peyrieu une maison de retraite pour veuves de guerre[26], le Chanut, et une résidence pour étudiantes, le Moulin.
- Stéphane Vendeville, vice-champion de France de motomarine (Jetski) (Ski F3) 2011, président du Peyrieu Jet Ski Club[réf. souhaitée].